# Sports Graphic Number
《Sports Graphic Number》（日语：スポーツ グラフィック ナンバー，簡稱為《Number》）是文藝春秋發行的綜合體育雜誌，隔週星期四固定出刊。

## 概要
1980年4月創刊。創刊前一年的9月開始公開募集名稱，1980年1月1日時公開的雜誌名為「Sports Graphic Number1」，職棒球星江夏豐也以「Number1」的名稱作為雜誌電視廣告。原先「1」的部分意指雜誌期數，但之後名稱並未隨著期數增加而變化，雜誌名固定為「Number」。
雜誌採取類似美國《運動畫刊》以體育觀眾為主的寫法，接受投稿文章及提供相片。創刊號中由山際淳司執筆的非虛構作品「江夏的21球」，透過訪談等方式忠實還原球賽當時各相關人物的情況，對於球員心理深層的描寫與塑造得到外界極高的評價，也確立了雜誌的風格和大眾印象。由於市場上同時受到特定競技迷喜愛的專項雜誌，及提供即時報導的體育新聞媒體衝擊，從創刊以來的十年皆於赤字之下經營。
此後，因1990年代前期興起的F1熱潮較不強調即時結果的報導，雜誌藉此轉虧為盈。同時J聯賽的設立和日本國家足球隊成績的躍進，也確立了以足球為中心的圖像誌地位。1998年時發行量一度達到47萬本。
2000年，獲頒每日體育人賞文化賞。
參加2015年世界盃橄欖球賽的日本國家橄欖球隊爆冷擊敗南非國家橄欖球隊，雜誌決定發行臨時增刊號，由於發售前反應熱烈，雜誌創刊以來首次增刷。20日時已經確定四刷，發行量媲美2014年世界盃足球賽賽前特集。
此外，雜誌也發行《Number Do》、《Number Plus》等姊妹誌和網路文章，朝多方面擴展事業，是文藝春秋旗下的成長股。

## 特徵
曾經每個月發行兩次，現在為隔週誌。雜誌內容構成以特集、面談、對談、寫真等為中心。
澤木耕太郎、乙武洋匡、海老澤泰久與村上春樹等著名作家及小說家都曾於雜誌發表文章。

## 外部連結
- 文藝春秋「Sports Graphic Number Web」（页面存档备份，存于） （日語）
- Number Web編集室的X（前Twitter） （日語）
- (unofficial) Number All （日語）